# Hynóvychi
Hynóvychi (ucraniano: Гино́вичі) es un pueblo de Ucrania, constituido administrativamente como una pedanía de la ciudad de Berezhany, en el raión de Ternópil de la óblast de Ternópil.
En 2001, el pueblo tenía una población de 488 habitantes.
Se ubica en las afueras suroccidentales de Zhúkiv, junto al río Zolota Lipa.

## Historia
Antes de la fundación del actual municipio de Berezhany en 2018, el pueblo era una pedanía del consejo rural de Zhúkiv, en el raión de Berezhany.